# Ronald Stewart Byles
Ronald Stewart Byles ( 1923 - 1989) fue un botánico inglés, reconocido especialista en cactáceas.

## Algunas publicaciones
- 1957. Cactus and Succulent Journal of Great Britain. Tomo 19, N.º 3, p. 67, Londres

## Honores
En 1960 fue elegido miembro de la Royal Society.

### Epónimos
- (Cactaceae) Arthrocereus bylesianus (Andreae & Backeb.) Buxb.[4]
- (Cactaceae) Pygmaeocereus bylesianus Andreae & Backeb.[5]

- La abreviatura «Byles» se emplea para indicar a Ronald Stewart Byles como autoridad en la descripción y clasificación científica de los vegetales.[6]